# Nansen-Riff
Das Nansen-Riff ist ein Felsenriff vor der Nordküste Südgeorgiens. Es liegt 7 km ostsüdöstlich des Kap George in einer Tiefe von mindestens zwei Metern. 
Namensgeber ist das norwegische Walfangschiff SS Fridtjof Nansen unter Kapitän Kristian Anderssen, das nach einer Kollision mit dem Riff am 10. November 1906 gesunken war.